# Trzebunia

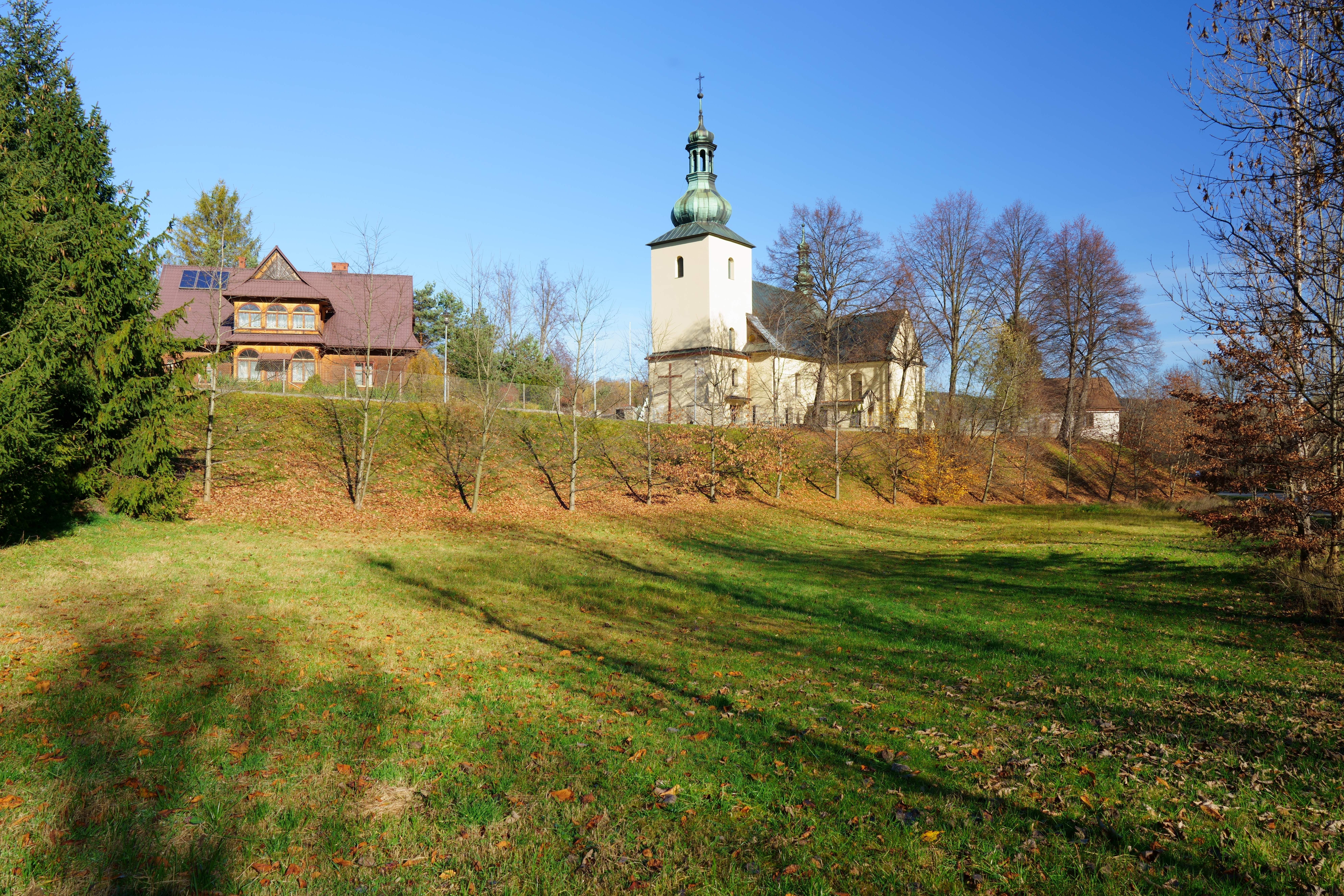
Maria-Magdalena-Kirche in Trzebunia

Trzebunia ist eine Ortschaft mit einem Schulzenamt der Gmina Pcim im Powiat Myślenicki der Woiwodschaft Kleinpolen in Polen.

## Geographie
Der Ort liegt am Bach Trzebunka, einem linken Zufluss der Raba, in den Makower Beskiden zwischen dem Babica-Kamm im Norden und dem Koskowa-Góra-Kamm im Süden. Die Nachbarorte sind Jasienica im Norden, Bysina im Nordosten, Stróża im Osten, Zawadka im Südosten, Więciórka im Süden, Bieńkówka im Westen, sowie Harbutowice im Nordwesten.

## Geschichte
1348 wurde der örtliche Bach Strzebuna im Gründungsprivileg des flussabwärts gelegenen Dorfs Stróża urkundlich erwähnt. Das gleichnamige, königliche Dorf könnte etwa damals vom König Kasimir den Großen nach deutschem Recht gegründet worden sein. Im Jahr 1410 gehörte es mit 15 anderen Dörfern zur Starostei mit dem Sitz in der Burg Lanckorona, aber das Dorf Trzebunya wurde erst im Jahr 1443 erstmals urkundlich erwähnt. Der Name ist topographisch abgeleitet vom Verb trzebić (abholzen), wie die maskuline (Trzeboń) oder tschechische (Trebon) Form.
Bei der Ersten Teilung Polens wurde das Dorf 1772 Teil des neuen Königreichs Galizien und Lodomerien des habsburgischen Kaiserreichs (ab 1804). Ab 1782 gehörte es dem Myslenicer Kreis (1819 mit dem Sitz in Wadowice). Nach der Aufhebung der Patrimonialherrschaften bildete es nach 1850 eine Gemeinde im Bezirk Myślenice.
1918, nach dem Ende des Ersten Weltkriegs und dem Zusammenbruch der k.u.k. Monarchie, wurde Trzebunia, mit Ausnahme der Zeit der Besetzung Polens durch die Wehrmacht im Zweiten Weltkrieg, Teil Polens. Es gehörte dann zum Distrikt Krakau des Generalgouvernements.
Von 1945 bis 1998 gehörte Trzebunia zur Woiwodschaft Krakau.